# Condado de Abbeville
O condado de Abbeville (em inglês:  Abbeville County) é um dos 46 condados do estado americano da Carolina do Sul. Foi fundado em 1785. A sede e cidade mais populosa do condado é Abbeville.

## Geografia
De acordo com o United States Census Bureau, o condado possui uma área de 1 320 km², dos quais 1 300 km² estão cobertos por terra e 20 km² por água.

## Demografia
Segundo o censo nacional de 2010, o condado possui uma população de 25 417 habitantes e uma densidade populacional de 19 hab/km².

## Localidades

### Cidade
- Abbeville (sede do condado)

### Vilas
- Calhoun Falls
- Donalds
- Due West
- Honea Path (grande parte no condado de Anderson)
- Lowndesville
- Ware Shoals (grande parte no condado de Greenwood, parcialmente no condado de Laurens)

### Regiões censo-designadas
- Antreville
- Lake Secession